# Trappistinnenkloster Huambo
Das Trappistinnenkloster Huambo ist seit 1982 ein angolanisches Kloster der Trappistinnen, zuletzt in Soke-Tchipipa, Provinz Huambo, Erzbistum Huambo.

## Geschichte
Die Trappistenabtei San Isidro de Dueñas, die 1958 in Angola das Trappistenkloster Bela Vista gegründet hatte und auch ein angolanisches Nonnenkloster wünschte, wandte sich an das Trappistinnenkloster Benaguacil mit der Bitte um Aufnahme von Postulantinnen aus Angola. Diese trafen ab 1966 ein. 1978 gingen die ersten als Schwestern nach Angola. Die inzwischen bestehende Trappistinnenabtei Valserena entsandte 1980 zusätzlich spanische Schwestern und gründete 1982 in Huambo das Kloster Nasoma Y'Ombembwa („Maria Frieden“), das 1988 zum Priorat erhoben wurde. 
In den Wirren des Bürgerkriegs in Angola hatte das Kloster mit großen Schwierigkeiten zu kämpfen. Bedroht von Krieg und Minen, kümmerten sich die Schwestern um die hungernden und verwaisten Kriegsopfer, vor allem um Kinder und Alte, bauten Hütten, gruben Brunnen und trieben Landwirtschaft, und dies neben dem regulären Klosterleben mit Chorgebet am Tage und in der Nacht. Nach viermaligem Ortswechsel (Cuando, Cambiote, Kakuti, Bailundo) ließen sie sich 2002 dauerhaft in Soke (Tchipipa) nieder, 20 Kilometer vom Zentrum von Huambo entfernt, und errichteten, unterstützt durch freiwillige Helfer und Spenden aus dem Umkreis des Klosters Valserena, die heute bestehenden Klostergebäude. In Luanda unterhalten sie das Haus Kikolo (Bairro Kikolo).
Oberinnen und Priorinnen:
- Eugenia Viadana (1980–1988)
- Antonia Zanaglio (1988–2000)
- Florença Kalumbo Raimondo (2000–2012)
- Manuela Salvadori (2012–)